# Der Stricker
Der Stricker war ein produktiver mittelhochdeutscher Dichter in der ersten Hälfte des 13. Jahrhunderts.
Über seine Lebensumstände ist wenig bekannt, außer dass er vermutlich von niederer Herkunft war und sich seinen Lebensunterhalt als Wander- und Berufsdichter verdienen musste. Ob sein Name ein sprechender „Künstlername“ war, wie ihn viele Spruchdichter traditionell trugen, etwa in der Bedeutung „der Verse-Knüpfer“, oder ob es sich um einen Eigennamen handelt, ist umstritten. Sprachlich-dialektale Eigenheiten sprechen dafür, dass er aus dem südlichen Rheinfranken oder aus dem östlichen Franken stammte; seine dichterische Laufbahn zeigt ihn jedoch überwiegend in Österreich. Seine Texte dürften zwischen 1220 und 1250 entstanden sein.
Sein Werk umfasst u. a. Groß- und Kleinformen der Epik aus verschiedenen Gattungen:
- die Überarbeitung des als formal und narrativ veraltet empfundenen Rolandslieds (Karl der Große)
- einen  Artusroman (Daniel von dem blühenden Tal)
- die neue Form der (lehrhaften oder komischen) Kurzerzählung (siehe auch: Der nackte Ritter und Die drei Wünsche (Märe)), die als die eigentliche literarhistorische Leistung des Strickers gelten kann.

Die Streiche seines Pfaffen Amis, Hauptgestalt des gleichnamigen Schwankromans, finden sich später bei anderen literarischen Figuren wieder, z. B. bei Till Eulenspiegel.

## Werkausgaben und Übersetzungen
- Karl Bartsch (Hrsg.): Karl der Große. Quedlinburg 1857 (Photomechanischer Nachdruck der Ausgabe 1857 mit einem Nachwort von Dieter Kartschoke, Berlin 1965).
- Otfrid Ehrismann (Hrsg.): Der Stricker, Erzählungen, Fabeln, Reden. Mittelhochdeutsch/Neuhochdeutsch (= Reclams Universal-Bibliothek; Band 18821). 2. überarbeitete Auflage. Reclam, Stuttgart 2011, ISBN 978-3-15-018821-7.
- Hanns Fischer (Hrsg.): Der Stricker. Verserzählungen. Band 1 (= Altdeutsche Textbibliothek; Band 534). 5. verb. Auflage besorgt von Johannes Janota. Tübingen 2000, ISBN 3-484-20071-5.
- Hanns Fischer (Hrsg.): Der Stricker. Verserzählungen. Band 2 (= Altdeutsche Textbibliothek; Band 68). 3. rev. Auflage besorgt von Johannes Janota. Tübingen 1984, ISBN 3-484-20168-1.
- Klaus Hofmann (Hrsg.): Strickers „Frauenehre“: Überlieferung, Textkritik, Edition, literaturgeschichtliche Einordnung. Elwert, Marburg 1976, ISBN 3-7708-0550-X (zugl. Marburg/Lahn, Univ., Diss., 1975).
- Kin’ichi Kamihara (Hrsg.): Des Strickers Pfaffe Amis (= Göppinger Arbeiten zur Germanistik. Band 233). Göppingen 1978, ISBN 3-87452-385-3.
- Der Pfaffe Amis von dem Stricker. Ein Schwankroman des 13. Jahrhunderts. Hrsg. und übersetzt von Helmut Henne. Kümmerle Verlag, Göppingen (= Göppinger Arbeiten zur Germanistik. Band 530), ISBN 3-87452-770-0.
- Hans Lambel (Hrsg.): Erzählungen und Schwänke (des Stricker). 2. Auflage. Leipzig 1883.
- Wolfgang Wilfried Moelleken (Hrsg.): Die Kleindichtung des Strickers. 5 Bände (= Göppinger Arbeiten zur Germanistik. Band 107). Göppingen 1973–1978, ISBN 3-87452-213-X.
- Michael Resler (Hrsg.): Daniel von dem blühenden Tal (= Altdeutsche Textbibliothek. Band 92). Tübingen 1983, ISBN 3-484-20192-4.
- Gustav Rosenhagen (Hrsg.): Kleinere mittelhochdeutsche Erzählungen, Fabeln und Lehrgedichte. III. Die Heidelberger Handschrift cod. pal. germ. 341 (= DTM 17). Berlin 1909 (Nachdr. Dublin/Zürich 1970) Online im Mittelhochdeutschen Textarchiv (mhgta).
- Michael Schilling (Hrsg.): Der Pfaffe Amis. Mittelhochdeutsch/Neuhochdeutsch. Nach der Heidelberger Handschrift cpg 341 übersetzt und kommentiert von Michael Schilling (= Reclams Universal-Bibliothek; Band 658). Reclam, Stuttgart 1994, ISBN 3-15-000658-9.
- Stefanie Weber (Hrsg.): Strickers Karl der Große. Analyse der Überlieferungsgeschichte und Edition des Textes auf Grundlage von C (= Schriftenreihe Schriften zur Mediävistik; Band 18). Hamburg 2010, ISBN 978-3-8300-5245-6.